# Mithali Raj
Mithali Dorai Raj (Jodhpur, 3 dicembre 1982) è un'ex-crickettista indiana e capitano della squadra di cricket femminile indiana in Test e ODI, il miglior marcatore di tutti i tempi nel cricket ODI femminile durante la Coppa del Mondo 2017 e il primo battitore indiano ad accumulare 1000 punti in Coppa del Mondo. Spesso considerata come una delle più grandi battute di cricket che abbia mai giocato a questo gioco, è la più alta capocannoniere nel cricket internazionale femminile e l'unica giocatrice di cricket femminile a superare i 6.000 punti in ODI. È la prima giocatrice a segnare 7 consecutivi 50 in ODI. Raj è il primo capitano (tra uomini o donne) a guidare l'India per una finale della Coppa del Mondo ODI ICC due volte - 2005 e 2017..

## Infanzia
Mithali Raj è nata il 3 dicembre 1982 a Jodhpur. La lingua madre di Mithali è il Tamil. Suo padre è Dorai Raj, che era un aviatore nella Indian Air Force e la madre è Leela Raj. Mithali ha iniziato a giocare all'età di 10 anni e all'età di 17 anni è stata scelta per la squadra indiana. Vive a Hyderabad, Telangana. Ha frequentato Keyes High School for Girls a Secunderabad e successivamente il Kasturba Gandhi Junior College for Women in West Marredpally (Secunderabad). Ha iniziato ad allenarsi a questo sport durante i suoi il periodo scolastico insieme a suo fratello maggiore. Mithali faceva pratica a scuola, giocando spesso con giocatori di cricket maschi nelle reti.

## Carriera
Raj ha giocato sia a Test che a One Day International (ODI) Cricket per la squadra femminile di cricket dell'India. È stata annunciata tra i possibili partecipanti alla Coppa del Mondo femminile di cricket del 1997 quando aveva solo 14 anni, ma non è riuscita a raggiungere la squadra finale. Ha fatto il suo debutto One Day International nel 1999 contro l'Irlanda a Milton Keynes e ha segnato 114 run. Ha fatto il suo debutto nel Test nella stagione 2001-02 contro il Sudafrica a Lucknow. Il 17 agosto 2002, all'età di 19 anni, nel suo terzo test, ha battuto il record di Karen Rolton nel record di punteggio individuale più alto del mondo di 209, segnando un nuovo massimo di 214 contro l'Inghilterra nella seconda e ultima prova a County Ground, Taunton. Il record è stato superato da Kiran Baluch del Pakistan, che ha segnato 242 contro le Indie Occidentali nel marzo 2004..
Durante la Coppa del mondo femminile di cricket del 2002 si è ammalata di un ceppo di tifo, ostacolando seriamente i progressi dell'India. Tuttavia, l'ha poi portata alla prima finale di Coppa del Mondo nel 2005, in Sud Africa, dove l'India ha incontrato l'Australia che si è rivelata troppo forte. Nell'agosto del 2006, ha guidato la squadra alla loro prima vittoria in assoluto in test e serie in Inghilterra e ha chiuso l'anno vincendo l'Asia Cup - la seconda volta in 12 mesi - senza perdere una singola partita.
Ha guidato la squadra indiana alla fase finale della Coppa del Mondo femminile di cricket nel 2005, in cui la squadra ha perso in Australia. È stata premiata con il premio Arjuna per l'anno 2003. Attualmente è al top della classifica con 703 voti. La sua calma al momento della piega e la capacità di segnare rapidamente la rendono una pericolosa giocatrice di cricket. Oltre alla sua abilità con il pipistrello, Mithali alza il braccio sopra i filatori di bowling e fornisce varietà all'attacco.
Alla Coppa del Mondo Femminile del 2013, era il numero 1 del cricket nella classifica ODI tra le donne. Ha segnato 100: 1 e 50: 4 in Test cricket, 100: 5 e 50: 40 con il miglior bowling di 3/4 in ODI e 50: 10 in T20.
A febbraio 2017 è diventata la seconda giocatrice a fare 5.500 run in WODI.
La maggior parte delle partite di Raj è rappresentata da un giocatore capitanato per l'India in ODI e T20I.
Nel luglio 2017, è diventata la prima giocatrice a eseguire 6.000 esecuzioni in WODI. Ha guidato la squadra indiana alla finale della Coppa del Mondo femminile di cricket del 2017, dove la squadra ha perso l'Inghilterra per nove volte..

### Competizioni nazionali
Nelle competizioni interne, gareggiare per conto delle ferrovie, ha avuto modo di giocare insieme a star come Purnima Rau, Anjum Chopra e Anju Jain per Air India.

## Record
- Ha ottenuto il record per il più alto punteggio individuale di un giocatore indiano di cricket in una partita di Coppa del Mondo (91 non in uscita su 104 consegne che includevano 9 quattro) contro la Nuova Zelanda nella Coppa del Mondo femminile 2005[22]. Harmanpreet Kaur ha superato Mithali Raj segnando un secolo (107 da 109 palle) nella seconda partita della Coppa del Mondo femminile ICC 2013 contro l'Inghilterra.
- È soprannominata "Tendulkar del cricket femminile indiano", dato che è attualmente la capocannoniere di tutti i tempi per l'India in tutti i formati, inclusi test, ODI e T20Is.
- Durante la Coppa del Mondo femminile di cricket del 2017, Raj ha ottenuto il suo settimo mezzo secolo consecutivo e ha fatto il record per la maggior parte degli anni Cinquanta di un giocatore.[23][24]
- È la 1 ° indiana (uomini o donne) e quinta giocatrice di cricket nel complesso (uomini o donne) a segnare oltre 1.000 gare di Coppa del Mondo.[25]
- Detiene anche il record per aver giocato consecutivamente più Women's One Day Internationals per una squadra (109).[26]

## Cultura di massa
Dopo la Coppa del Mondo femminile di cricket del 2017, la Viacom 18 Motion Pictures ha acquisito i diritti per realizzare un lungometraggio sulla sua vita. Ha detto "Sperando che questo film ispiri più persone, in particolare le ragazze a intraprendere attività sportive come carriera".

## Premi e onorificenze
- Arjuna Award (2003)[28]
- Padma Shri (2015)[29]
- Youth Sports Icon of Excellence Award (2017),  Radiant Wellness Conclave, Chennai[30]
- Vogue Sportsperson of the Year (2017),  Vogue’s 10th Anniversary[31]
- BBC 100 Women Award (2017),[32]